# 2205 Глінка
2205 Глінка (2205 Glinka) — астероїд головного поясу, відкритий 27 вересня 1973 року.
Тіссеранів параметр щодо Юпітера — 3,216.